# Michele Ferrari
Michele Ferrari (26 de marzo de 1953) es un médico italiano, preparador de ciclistas y autor.

## Biografía
Ferrari nació en Ferrara, Emilia-Romaña, donde sigue viviendo. Después de una primera carrera investigando y publicando artículos sobre el umbral anaeróbico de varios atletas, se decidió por su interés de toda la vida, el desarrollo de programas de entrenamiento para ciclistas profesionales.
Inicialmente Ferrari trabajó con el profesor Francesco Conconi en Ferrara, quien desarrolló técnicas que ponían a prueba el rendimiento humano, usando métodos como el de seguimiento de la frecuencia cardíaca durante los ejercicios y la recuperación. Otro doctor italiano controvertido, Luigi Cecchini, compartía la misma disciplina. Ellos compartieron el cuidado para algunos ciclistas durante sus carreras.
Desde 1984 en adelante, Ferrari alcanzó extraordinarios desarrollos en el estado físico de muchos ciclistas, recibiendo el 10-20% de sus ganancias por sus servicios únicos. Entre los ciclistas que requirieron sus servicios se encuentran nombres como Lance Armstrong, Mario Cipollini, Cadel Evans, Axel Merckx, Tony Rominger, Fernando Escartín o Abraham Olano.

### Relación con el dopaje
Uno de los éxitos más tempranos de Ferrari fue entrenar a Francesco Moser para batir el récord mundial de la hora en 1984, aplastando a la gran marca de Eddy Merckx por más de una milla. En 1999 Ferrari admitió públicamente que lo logró usando dopaje, que en ese tiempo todavía no había sido identificado como un método de trampa y prohibido por las autoridades del ciclismo.
En octubre de 2004 Ferrari fue condenado por un tribunal italiano a un año de prisión y el pago de una multa de 900 euros por fraude deportivo, tras una denuncia del ciclista italiano Filippo Simeoni. Simeoni declaró que Ferrari le suministró EPO y testosterona. Posteriormente la decisión fue recurrida por el médico, tras lo cual fue absuelto de cualquier cargo por falta de pruebas.
En 2012 la USADA publicó un informe en el que acusaba a Lance Armstrong de dopaje sistemático de él y su equipo US Postal, tras lo cual le fueron retirados los siete títulos del Tour de Francia que había ganado de forma consecutiva. En este mismo informe se acusaba a Ferrari, así como a los médicos españoles Luis García del Moral y Pedro Celaya y el preparador José Martí de conformar el equipo médico que dio soporte a la trama, suspendiéndolos de por vida en el tratamiento de deportistas.